# Tymolol
Tymolol – wielofunkcyjny organiczny związek chemiczny stosowany jako nieselektywny lek blokujący receptory β1- i β2-adrenergiczne. Wykorzystywany w leczeniu jaskry, ponieważ obniża ciśnienie śródgałkowe oka.  Zmniejsza pojemność minutową serca, zmniejsza aktywność reninową osocza oraz hamuje uwalnianie noradrenaliny.

## Farmakokinetyka
Biologiczny okres półtrwania wynosi około 4 godzin. Wydalanie tymololu następuje przez nerki w postaci metabolitów oraz w postaci niezmienionej. Działanie leku następuje po ok. 30 min.  i trwa maksymalnie 3 godziny.

## Wskazania
- zwiększone ciśnienie wewnątrzgałkowe
- jaskra wtórna
- jaskra z otwartym kątem przesączania

## Przeciwwskazania
- nadwrażliwość na lek
- astma oskrzelowa
- przewlekła obturacyjna choroba płuc
- choroby serca
  - bradykardia zatokowa
  - blok przedsionkowo-komorowy II lub IIIº
  - wstrząs kardiogenny
  - zaawansowana niewydolność krążenia
- ciężka niewydolność nerek
- niewydolność wątroby
- niewyrównana cukrzyca

## Działania niepożądane
- łzawienie oka
- uczucie suchości oka
- zaczerwienienie i pieczenie oka
- zaburzenia smaku
- bóle i zawroty głowy
- uczucie zmęczenia
- omdlenia
- depresja
- zwolnienie czynności serca
- kaszel
- objawy reakcji alergicznej
- nudności
- wymioty
- biegunka
- zmniejszenie apetytu

## Preparaty
- Cusimolol – krople do oczu 0,25%, 0,5%
- Nyolol 0,1% Gel – żel do oczu
- Oftan Timolol – krople do oczu 0,25%, 0,5%
- Oftensin – krople do oczu 0,25%, 0,5%
- Timo-Comod 0,25% – krople do oczu 0,25%
- Timo-Comod 0,5% – krople do oczu 0,5%
- Timohexal 0,1% – krople do oczu 0,1%
- Timohexal 0,25% – krople do oczu 0,25%
- Timohexal 0,5% – krople do oczu 0,5%
- Timolol-POS 0,25% – krople do oczu 0,25%
- Timolol-POS 0,5% – krople do oczu 0,5%
- Timoptic 0,25% – krople do oczu 0,25%
- Timoptic 0,5% – krople do oczu 0,5%
- Timoptic-XE 0,25% – krople do oczu 0,25%
- Timoptic-XE 0,5% – krople do oczu 0,5%

## Dawkowanie
Lek podawany dospojówkowo, według zaleceń lekarza. Zwykle 1 kropla 2 razy na dobę.